# Ceratophyllidia papilligera
Ceratophyllidia papilligera é uma espécie de lesma-do-mar pertencente à sub-ordem dos nudibrânquios.